# Кочаброво
Кочаброво — деревня в Коломенском районе Московской области. Относится к Хорошовскому сельскому поселению. Население — 1 чел. (2010).

## Расположение
Деревня Кочаброво расположена примерно в 14 км к северо-востоку от города Коломны. В 3 км западнее деревни проходит автодорога Р115. Вблизи деревни расположен большой пруд. Ближайшие населённые пункты — село Дарищи и деревня Новая.

## Население
| 2002 | 2006 | 2010 |
| ---- | ---- | ---- |
| 3    | ↗4   | ↘1   |